# 西乗鞍古墳
西乗鞍古墳（にしのりくらこふん）は、奈良県天理市杣之内町にある古墳。形状は前方後円墳。杣之内古墳群を構成する古墳の1つ。国の史跡に指定されている（史跡「杣之内古墳群」のうち）。

## 概要
奈良盆地東縁、東から西に延びる丘陵の麓を切断して築造された大型前方後円墳である。東乗鞍古墳・小墓古墳などとともに杣之内古墳群のうちの一群を形成する。これまでに4次の発掘調査が実施されている。
墳形は前方後円形で、前方部を南方向に向ける。墳丘は2段築成の可能性が高いとされる。墳丘外表では円筒埴輪・形象埴輪が検出されている。また墳丘くびれ部東側・西側には造出を有する。墳丘周囲には周濠（内濠）・外堤が巡らされており（現在では埋没して平坦地を形成）、これらを含めた全長は南北約165メートルにもおよぶ。さらに南側・東側では外濠（掘割）も認められ、二重周濠とも見られる。埋葬施設は明らかでないが、横穴式石室の可能性が指摘される。副葬品も詳らかでないが、埴輪以外の出土品として須恵器・土師器が検出されている。
築造時期は、古墳時代中期末葉の5世紀末葉頃と推定される。同時期の古墳としては大王墓に次ぐ規模の古墳になるが、付近では後期前半の古墳として東乗鞍古墳・小墓古墳も知られ、これらを物部氏の首長墓とする説が挙げられている。
古墳域は、2018年（平成30年）に国の史跡に指定されている。

## 遺跡歴
- 1893年（明治26年）の『大和國古墳墓取調書』に絵図[2]。
- 1932年（昭和7年）、陸軍特別大演習の際に昭和天皇が墳丘上（乗鞍山野外統監部[6]）で全軍を統監。
- 1970年（昭和45年）、墳丘測量調査（天理大学歴史研究会）[7]。
- 1981年（昭和56年）、南側隣接地の発掘調査：第1次調査（奈良県立橿原考古学研究所）[7]。
- 1999年（平成11年）、墳丘西側平坦地の発掘調査：第2次調査（天理市教育委員会、2000年に概報刊行・2016年に報告書刊行）[7]。
- 2012年度（平成24年度）、発掘調査：第3次調査（天理市教育委員会、2016年に報告書刊行）[7]。
- 2014年度（平成26年度）、範囲確認発掘調査：第4次調査（天理市教育委員会、2016年に報告書刊行）[7]。
- 2015年度（平成27年度）、航空レーザー測量調査（天理市教育委員会、2016年に報告書刊行）。
- 2018年（平成30年）2月13日、国の史跡に指定（史跡「杣之内古墳群」のうち）[5]。

## 墳丘
墳丘の規模は次の通り。
- 墳丘長：約118メートル
- 後円部 - 2段築成か。
  - 直径：約66メートル
  - 高さ：約15.5メートル
- 前方部
  - 幅：約88メートル
  - 高さ：約16メートル

墳丘長は、杣之内古墳群では西山古墳に次ぐ2番目の規模になる。墳丘裾部西側には東西約20-30メートル・南北約130メートルの基壇状平坦地が認められる。発掘調査によればこの平坦地は周濠（内濠）・外堤が埋没して形成されたものとされる。また平坦地のさらに南側・東側では掘割が検出されており、これを外濠とする二重周濠の可能性が指摘される。

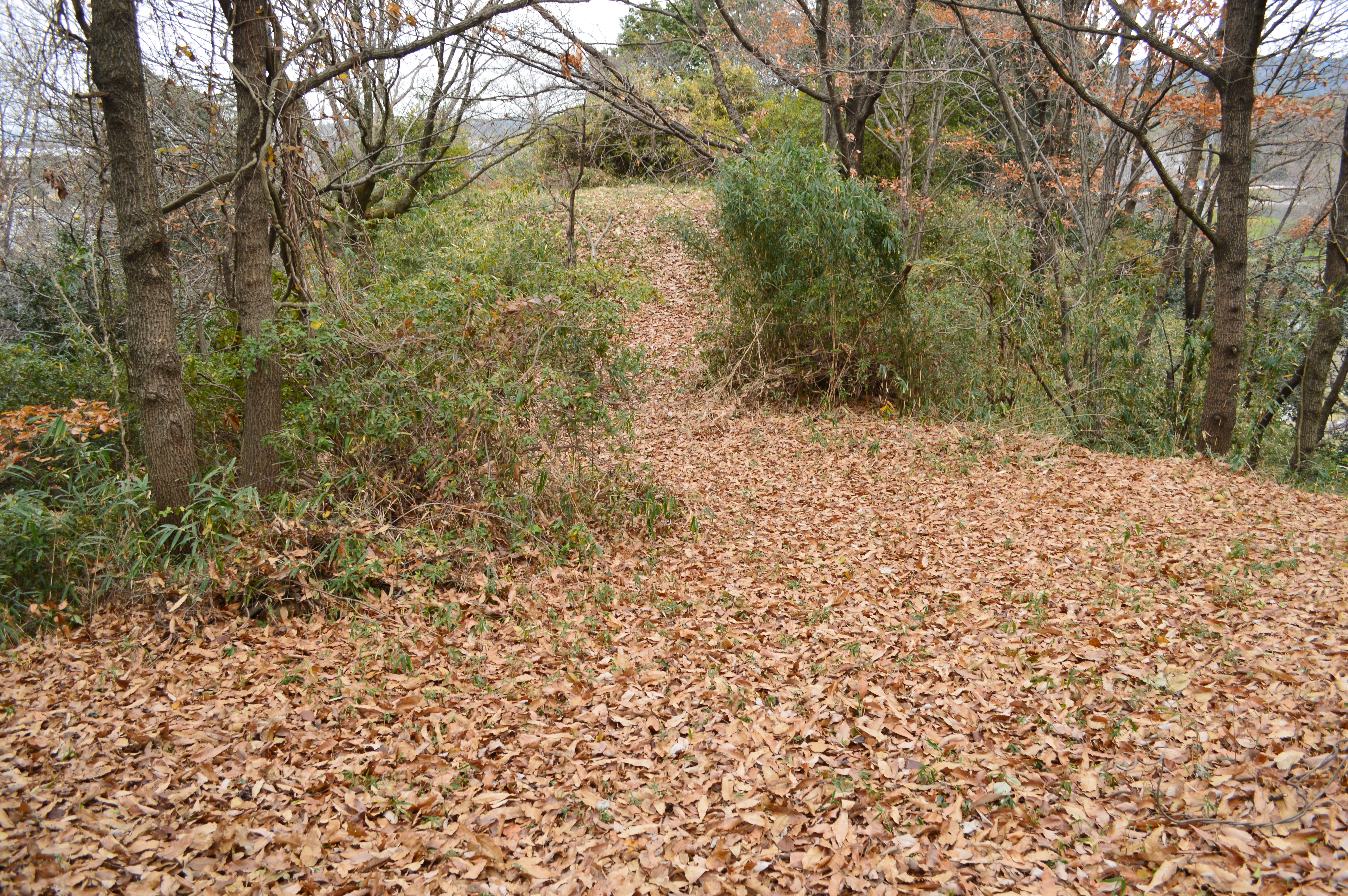
前方部から後円部を望む
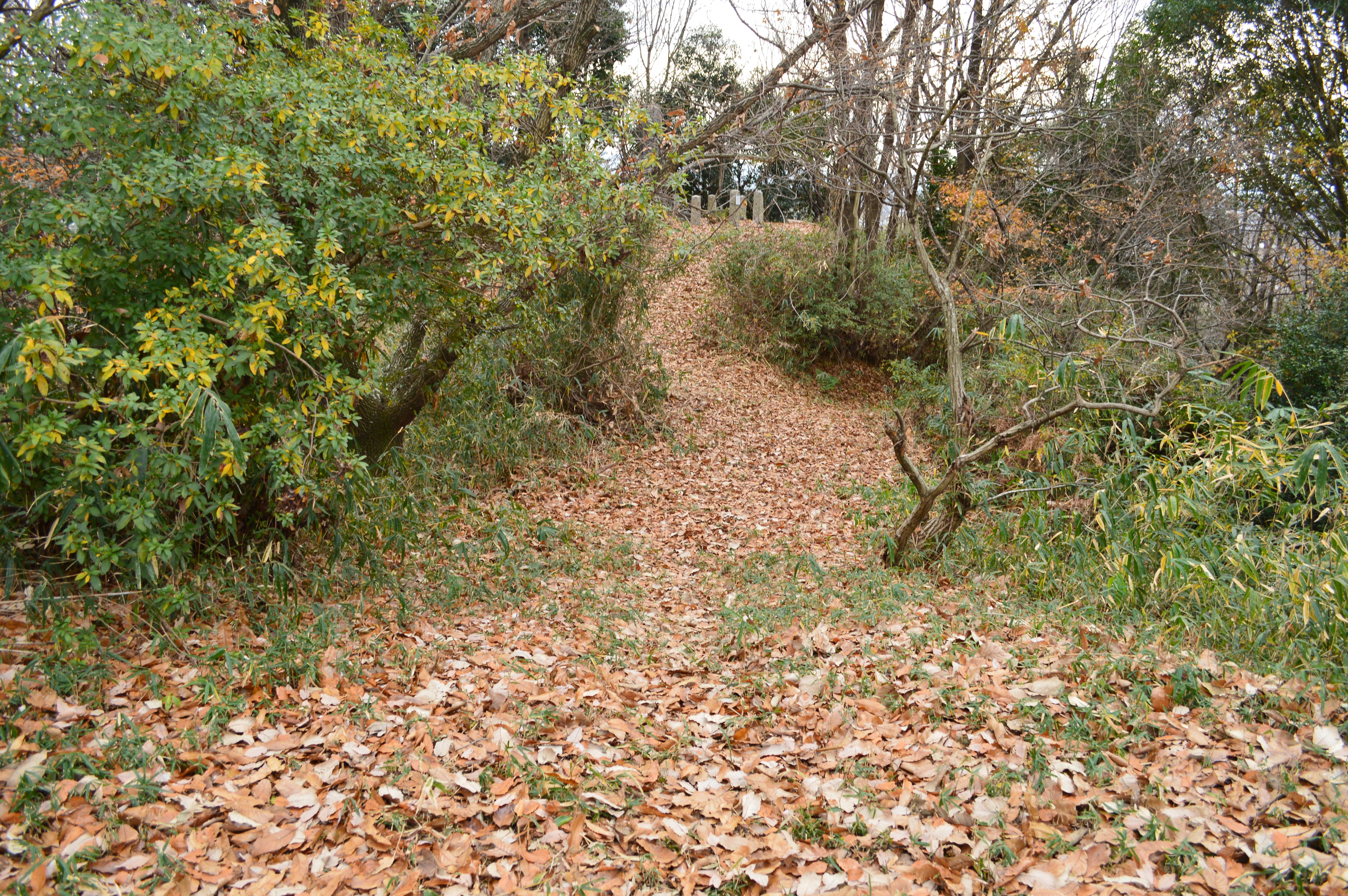
後円部から前方部を望む
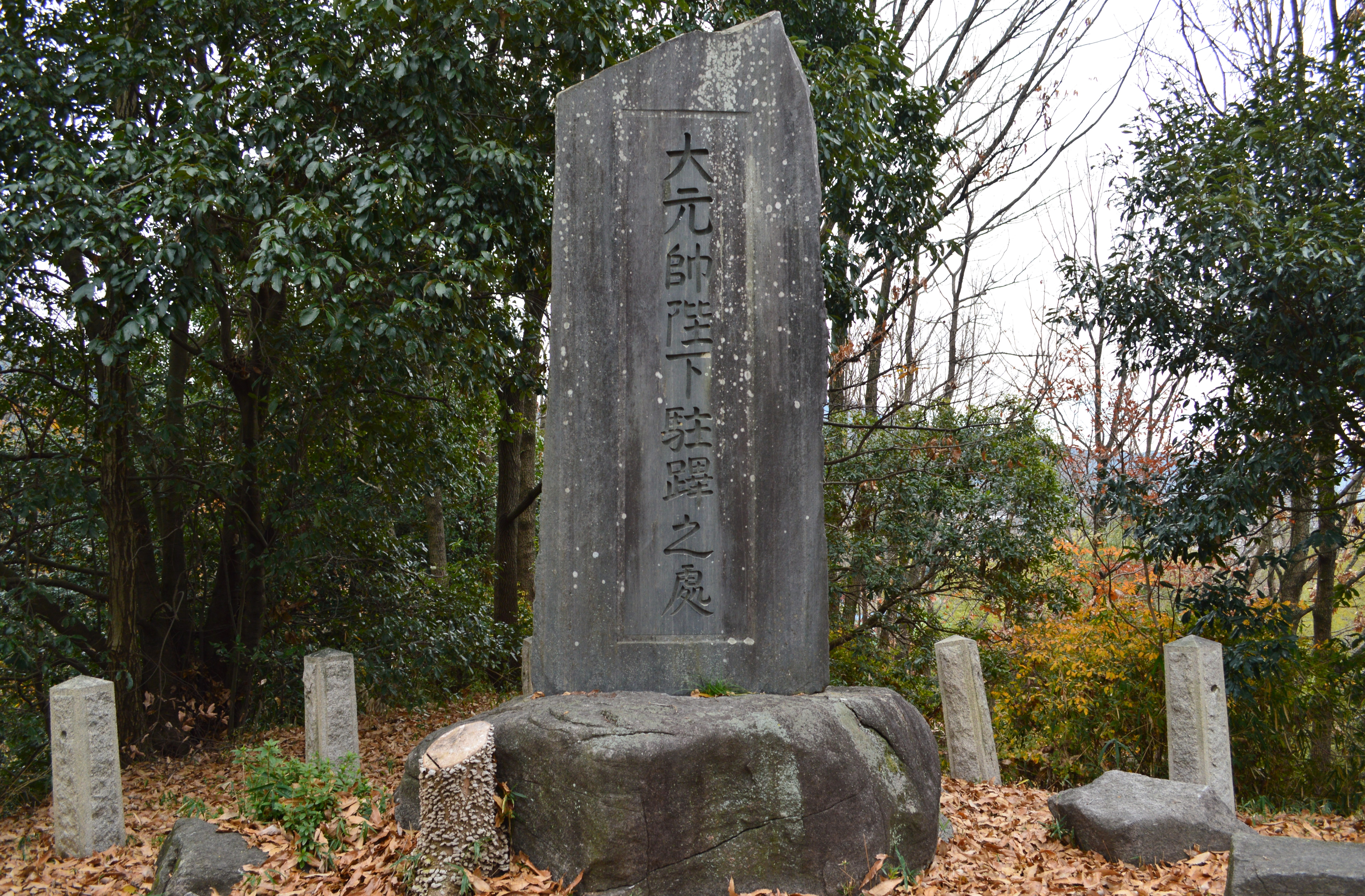
前方部墳頂の大元帥陛下駐蹕之處碑
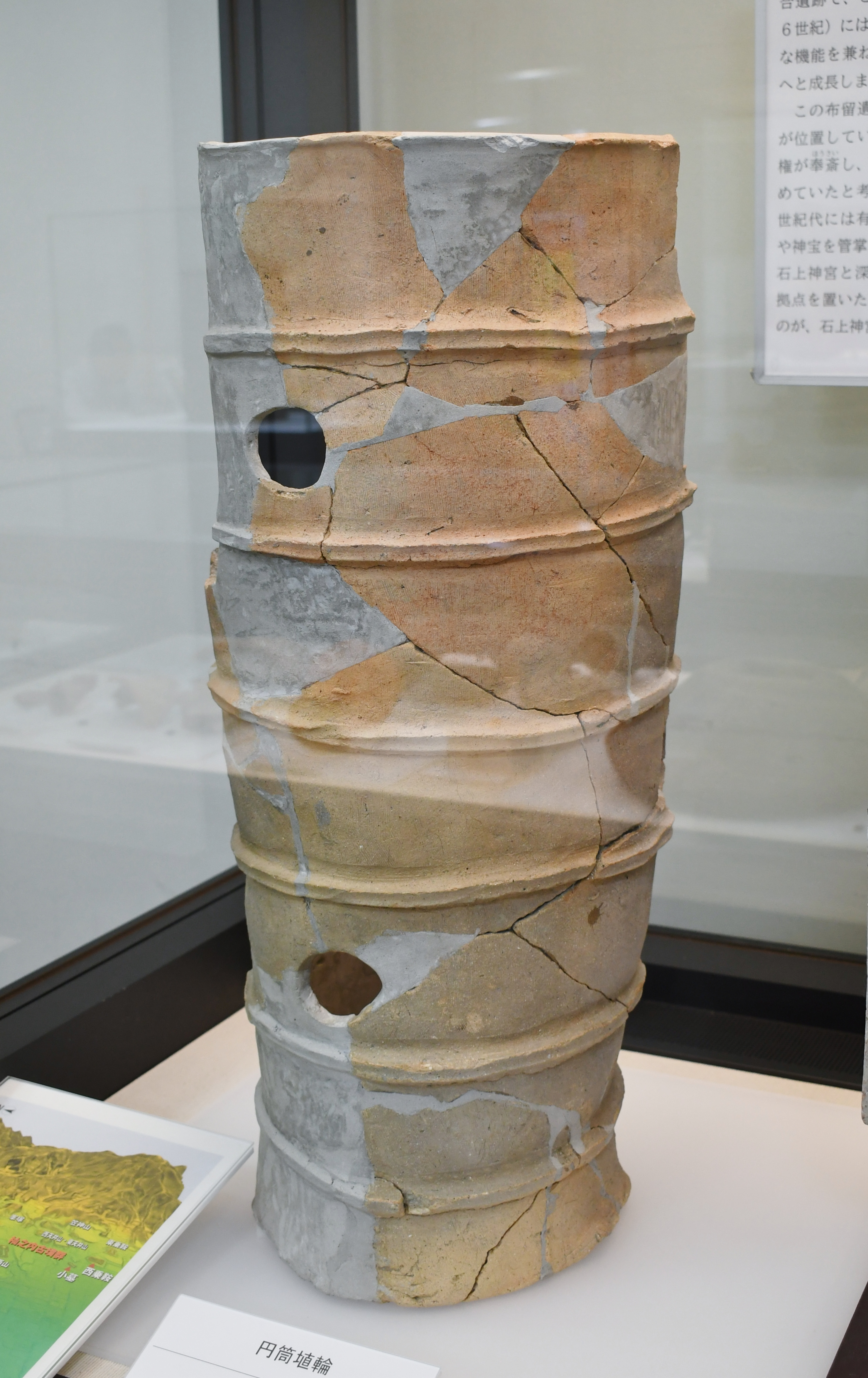
円筒埴輪 唐古・鍵考古学ミュージアム企画展示時に撮影。

## 文化財

### 国の史跡
- 西乗鞍古墳（史跡「杣之内古墳群」のうち） - 2018年（平成30年）2月13日に既指定の史跡「西山古墳」に西乗鞍古墳を追加指定して「杣之内古墳群」に名称変更[8][5]。

## 関連文献
（記事執筆に使用していない関連文献）
- 奈良県立橿原考古学研究所 編『天理市西乗鞍古墳南遺跡発掘調査報告 -天理市立山の辺運動場建設に伴う発掘調査-』天理市教育委員会、1982年。
- 『奈良県天理市峯塚古墳・西乗鞍古墳・鑵子塚古墳測量調査報告（天理大学歴史研究会調査研究報告 1）』天理大学歴史研究会、1992年。
- 『杣之内古墳群I 西乗鞍古墳（天理市埋蔵文化財調査報告 第10集）』天理市教育委員会、2016年。
- 「西乗鞍古墳後円部墳頂および東斜面における物理探査」『古事 -天理大学考古学・民俗学研究室紀要-』第21号、天理大学文学部歴史文化学科考古学・民俗学専攻、2017年、42-50頁。 - リンクは天理大学学術情報リポジトリ。
- 「西乗鞍古墳」『物部氏の古墳 杣之内古墳群』天理市教育委員会、2021年。 - リンクは奈良文化財研究所「全国遺跡報告総覧」。